# Anton Spies
Anton Spies (* 24. November 1909 in Heckfeld; † 19. April 1945 im KZ Dachau) war ein deutscher römisch-katholischer Geistlicher und NS-Opfer. Er wird von der römisch-katholischen Kirche als Märtyrer geführt.

## Leben
Anton Spies wuchs in der Altgemeinde Heckfeld, einem heutigen Stadtteil von Lauda-Königshofen, als Sohn eines Landwirts auf. Er besuchte das Matthias-Grünewald-Gymnasium in Tauberbischofsheim und machte 1930 Abitur. Nach dem Theologiestudium in Freiburg im Breisgau wurde er am 31. März 1935 zum Priester geweiht. Die Stationen während seines fünfjährigen Wirkens waren: Bühl, Lauda, Mudau (1938), Distelhausen, Uissigheim und Ketsch (1939).
In Ketsch bei Schwetzingen waren Pfarrer Gustav Westermann und sein Vikar Anton Spies Verfolgungen durch einen nationalsozialistischen Lehrer ausgesetzt, der am 28. Februar 1941 Spies‘ Festnahme wegen unsittlicher Handlungen erreichte. Pfarrer und Gemeinde hielten ihn für unschuldig und traten für ihn ein, doch ohne Erfolg. Eine Frau, welche die Zeugen falscher Aussagen beschuldigte, musste zehn Tage ins Gefängnis. Spies wurde zu zwei Jahren Zuchthaus verurteilt. Nach der Verbüßung der Strafe (mit Einsatz im Autobahnbau) wurde er von der Gestapo erneut festgenommen und kam am 13. September 1943 in das KZ Dachau (Häftlingsnummer 55.505). Dort starb er am 19. April 1945, drei Tage vor der KZ-Befreiung durch die Amerikaner, an Flecktyphus. Da das vom bischöflichen Ordinariat gegen ihn in Gang gesetzte Verfahren nie zum Abschluss kam, blieb Anton Spies, der bis zuletzt seine Unschuld beteuerte, offiziell ein rechtskräftig verurteilter Sittlichkeitsverbrecher.

## Gedenken

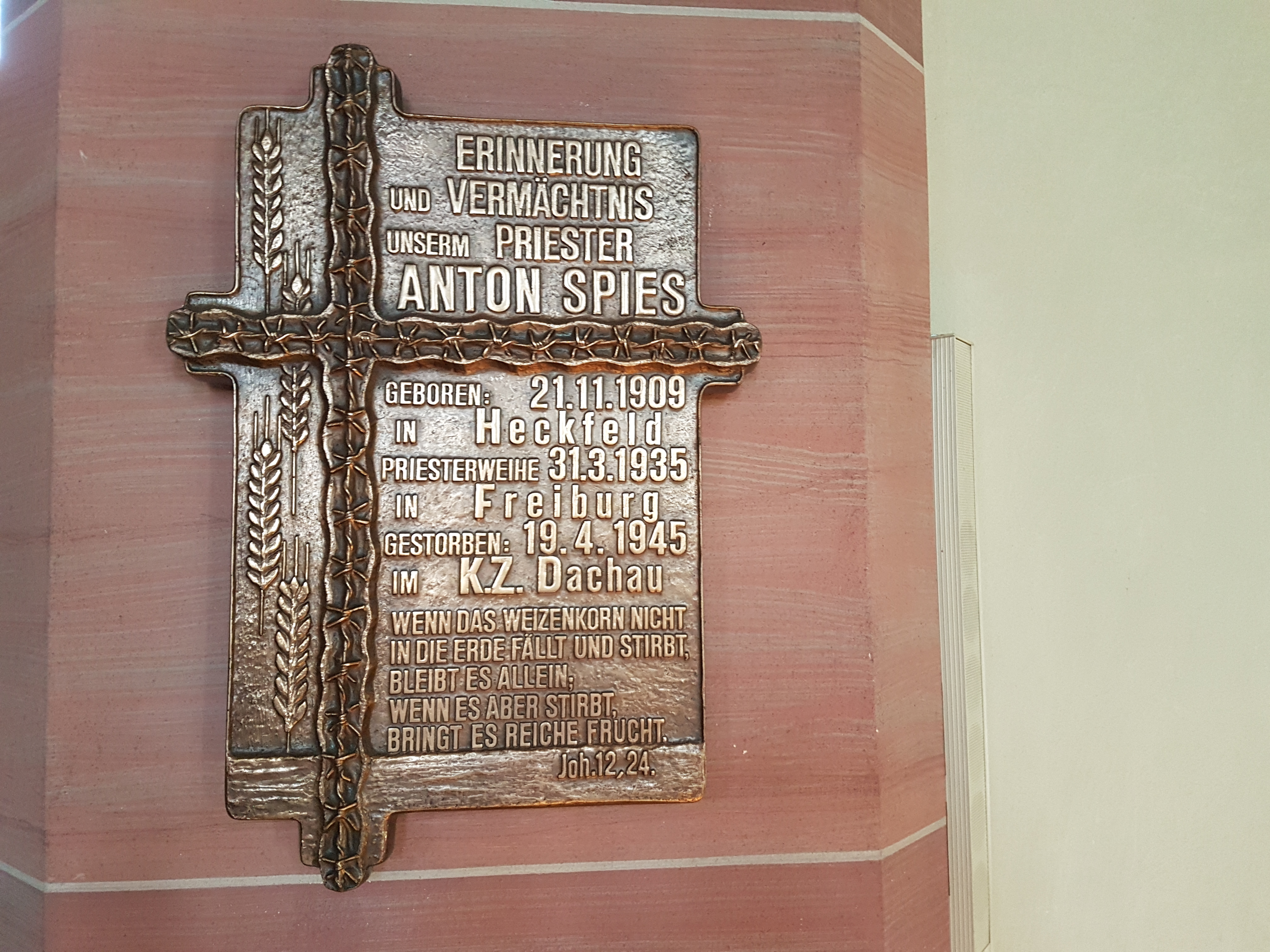
Gedenktafel für Anton Spies in der Heckfelder Kirche

Die deutsche Römisch-katholische Kirche hat Anton Spies als Märtyrer aus der Zeit des Nationalsozialismus in das deutsche Martyrologium des 20. Jahrhunderts aufgenommen. Sein Name steht auf der Gedenktafel in der Wallfahrtskapelle Maria Lindenberg in St. Peter. In der Kirche St. Vitus in Heckfeld erinnert eine Tafel an ihn.
Am 21. Oktober 2022 wurde vor dem Pfarrhaus in der Schwetzinger Straße 1 in Ketsch, wo Spies vor seiner Verhaftung zuletzt als Pfarrvikar gewirkt hatte, ein Stolperstein zu seinem Gedenken angebracht.